# 共源共栅放大器
共源共柵放大器（英語：Cascode amplifier），是一個由共源極（或共射極）串級一個共柵極（或共基極）所組成的二級放大器。
比起單級放大器，共源共柵的組合可以達成以下的特點：更好的輸入/輸出屏蔽特性、更高的輸入阻抗、更高的輸出阻抗、更大的頻寬。
在近代的電路中，共源共柵放大器可能會由兩種不同的電晶體（即雙極性接面電晶體和場效應電晶體）組合而成。由於共源共柵具有較佳的輸入/輸出隔絕特性，少了輸入到輸出點間的直接耦合，因此可以減弱密勒效應造成的影響並因此獲得更大的頻寬。